# Bleach: Versus Crusade
 (octobre 2019).
Si vous disposez d'ouvrages ou d'articles de référence ou si vous connaissez des sites web de qualité traitant du thème abordé ici, merci de compléter l'article en donnant les références utiles à sa vérifiabilité et en les liant à la section « Notes et références ».
Bleach: Versus Crusade (BLEACH バーサス・クルセイド, Bleach Bāsasu Kuruseido) est un jeu vidéo de combat sorti sur Wii en 2008. Il a été développé par Treasure et édité par Sega. Il est sorti uniquement au Japon. Il s'agit d'une adaptation du manga Bleach.